# Lasippa
Lasippa är ett släkte av fjärilar. Lasippa ingår i familjen praktfjärilar.

## Bildgalleri

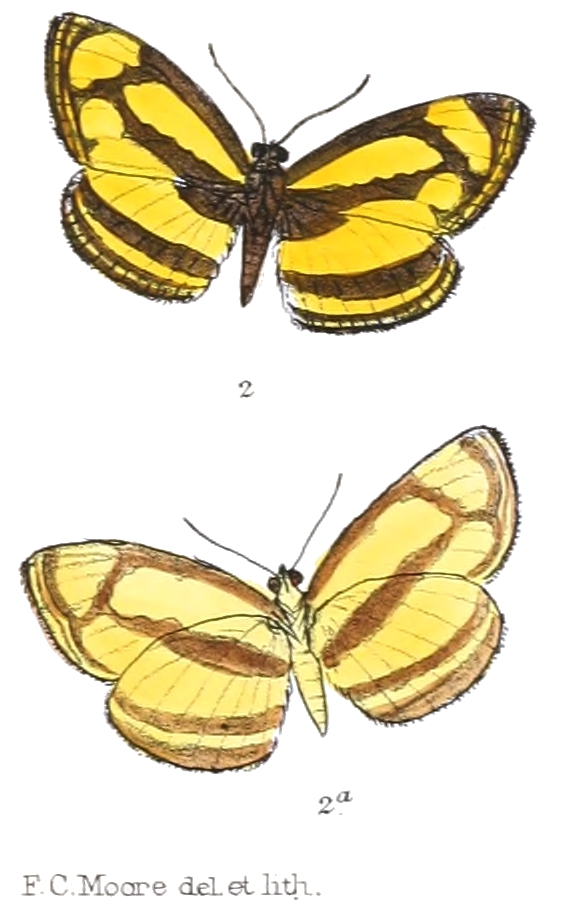
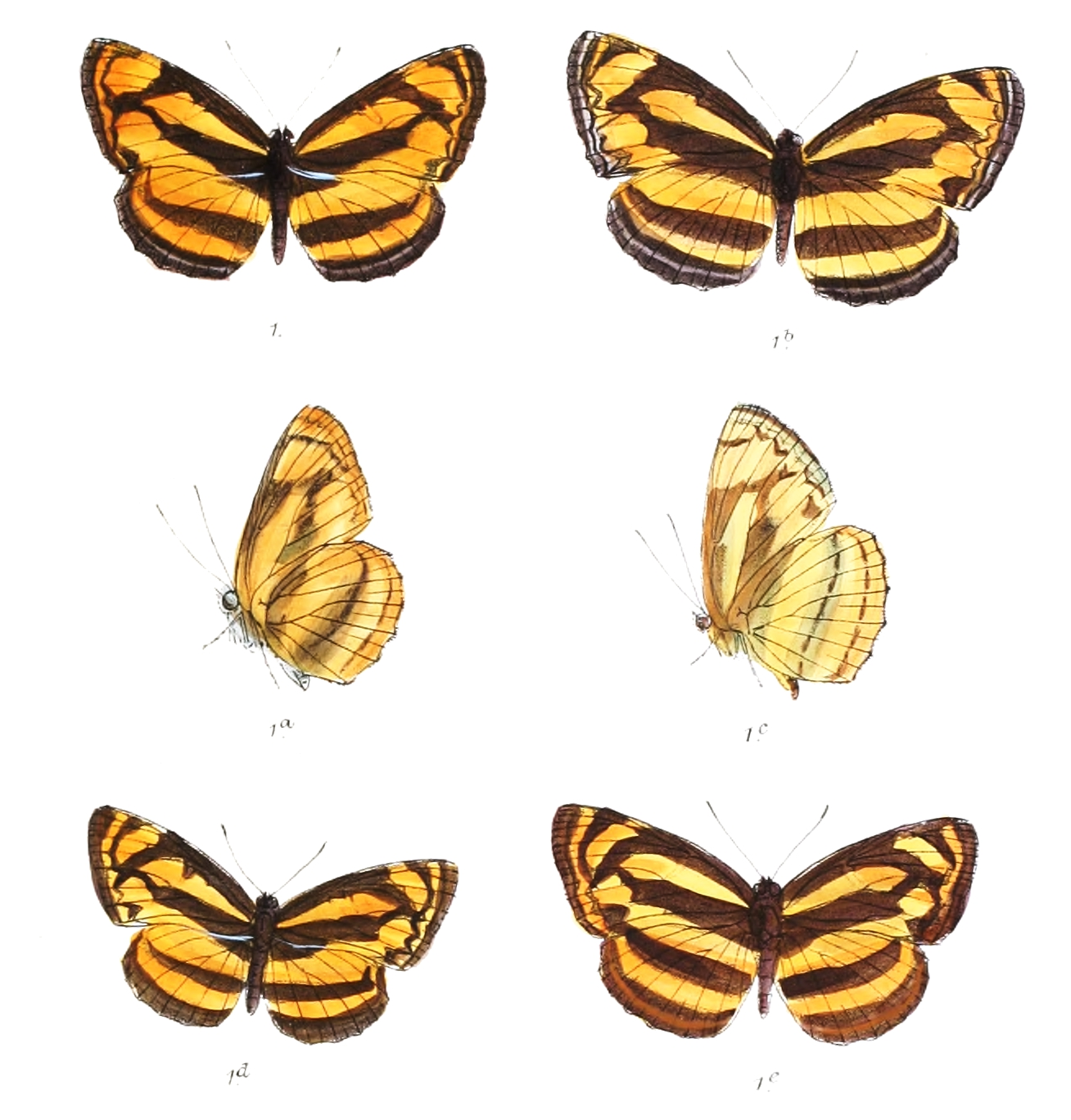
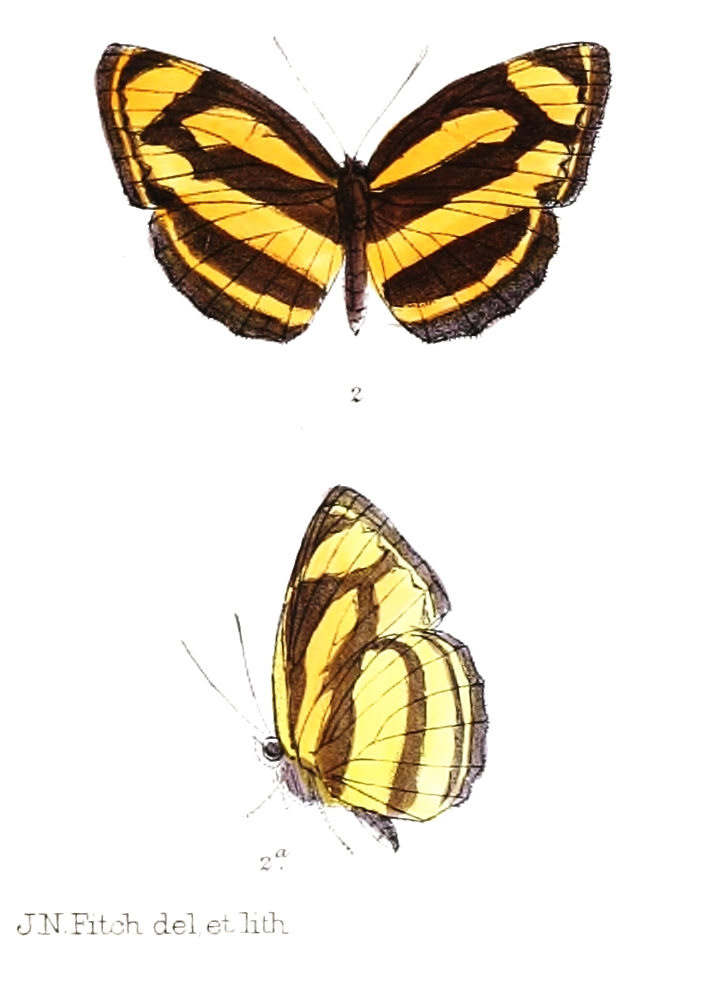
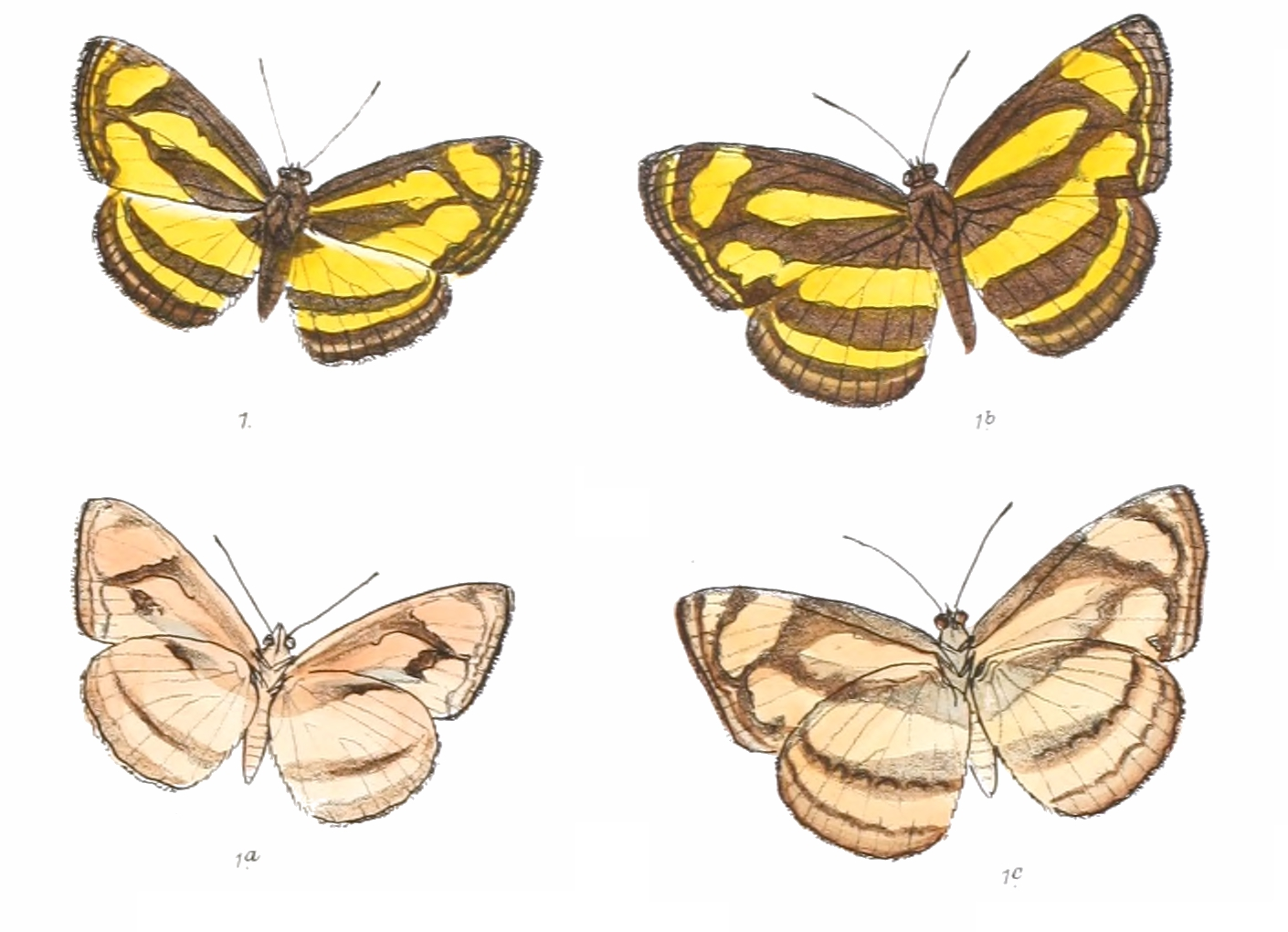

## Dottertaxa tillLasippa, i alfabetisk ordning[1]
- Lasippa alabatana
- Lasippa arnoldi
- Lasippa bella
- Lasippa biannulata
- Lasippa calayana
- Lasippa calliplocama
- Lasippa camboja
- Lasippa curacautinae
- Lasippa dorelia
- Lasippa ebusa
- Lasippa elea
- Lasippa euphemia
- Lasippa fuliginosa
- Lasippa hegesandira
- Lasippa hegesias
- Lasippa heliodore
- Lasippa illigera
- Lasippa illigerella
- Lasippa ioannis
- Lasippa isabellina
- Lasippa kanara
- Lasippa kuhasa
- Lasippa laetitia
- Lasippa monata
- Lasippa nara
- Lasippa neriphus
- Lasippa niasana
- Lasippa nirvana
- Lasippa pata
- Lasippa patalina
- Lasippa pia
- Lasippa roepkei
- Lasippa sangira
- Lasippa sattanga
- Lasippa semperi
- Lasippa serapica
- Lasippa siaka
- Lasippa siberuta
- Lasippa tawayana
- Lasippa thamala
- Lasippa tiga
- Lasippa viraja